# Nazionale femminile di pallamano della Serbia
La nazionale di pallamano femminile della Serbia rappresenta la Serbia nelle competizioni internazionali e la sua attività è gestita dalla Federazione di pallamano della Serbia. Nella sua storia ha concluso al secondo posto un'edizione del campionato mondiale (nel 2013) e al terzo posto nel 2001 quand'era RF Jugoslavia.
È considerata successore della nazionale della Jugoslavia, e della Serbia e Montenegro. La IHF attribuisce alla nazionale serba i titoli vinti dalla nazionale jugoslava dal 1957 in poi.

## Palmarès

### Mondiali
- (2013)
- (2001, come RF Jugoslavia)

## Partecipazioni ai tornei internazionali
- dal 1976 al 1988: come Jugoslavia
- 1992: qualificata, ma poi sospesa (come RF Jugoslavia)
- 1996: sospesa
- dal 2000 al 2016: non qualificata

- dal 1957 al 1990: come Jugoslavia
- 1993: qualificata, ma poi sospesa (come RF Jugoslavia)
- 1995: sospesa
- 1997: non qualificata
- 1999: non qualificata
- 2001:  3º posto (come RF Jugoslavia)
- 2003: 9º posto (come Serbia e Montenegro)
- dal 2005 al 2011: non qualificata
- 2013:  2º posto
- 2015: 15º posto
- 2017: 9º posto
- 2019: 6º posto
- 2021: 12º posto

- 1994: sospesa
- 1996: non qualificata
- 1998: non qualificata
- 2000: 7º posto (come RF Jugoslavia)
- 2002: 6º posto (come RF Jugoslavia)
- 2004: 12º posto (come Serbia e Montenegro)
- 2006: 14º posto
- 2008: 13º posto
- 2010: 14º posto
- 2012: 4º posto
- 2014: 15º posto
- 2016: 9º posto
- 2018: 11º posto